# Weißdolch-Bläuling
Der Weißdolch-Bläuling (Polyommatus damon), auch Großer Esparsetten-Bläuling oder Grünblauer Bläuling genannt, ist ein Schmetterling (Tagfalter) aus der Familie der Bläulinge (Lycaenidae). Er wird auch als Großer Esparsetten-Bläuling oder Streifen-Bläuling bezeichnet. Das Artepitheton leitet sich von einem griechischen Männernamen ab.

## Merkmale
Die Falter erreichen eine Flügelspannweite von 34 bis 38 Millimetern und sind in Deutschland wegen des großen weißen Streifens, der auf der ansonsten graubraunen Hinterflügelunterseite von der Basis bis fast zum Außenrand an der Ader M3 reicht mit keiner anderen Bläulingsart zu verwechseln. Diesem dolchförmigen weißen Streifen verdankt der Bläuling auch seinen Namen. Weiters finden sich auf den Flügelunterseiten beider Flügelpaare mehrere schwarze, hell eingefasste Punkte. Die Flügeloberseiten der Männchen glänzen türkis und besitzen eine schwarzbraune Submarginalbinde. Die Weibchen sind einfarbig dunkelbraun, mit einem feinen weißen Rand und ähneln den Weibchen des Rotklee-Bläulings (Polyommatus semiargus).

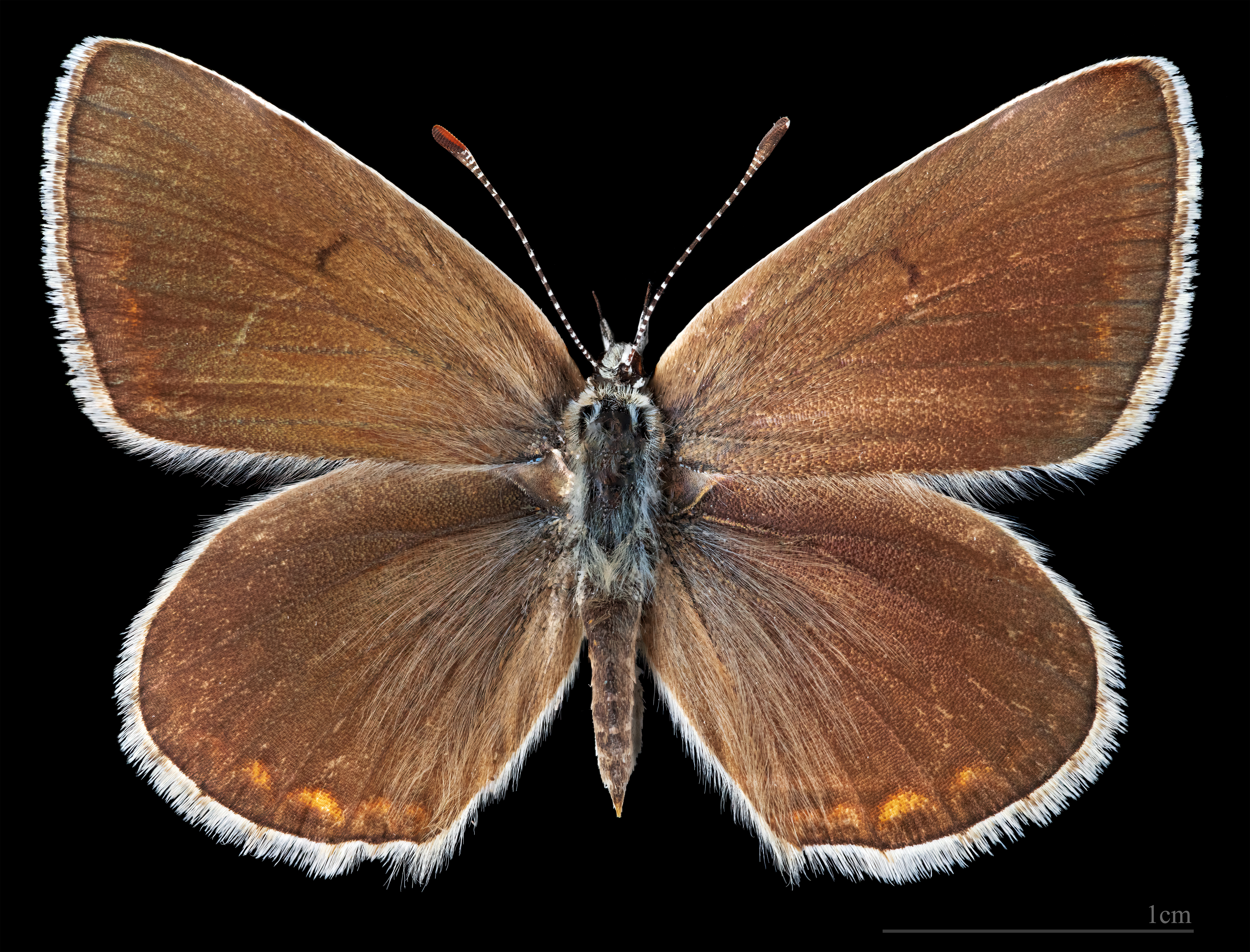
Polyommatus d. damone  ♀
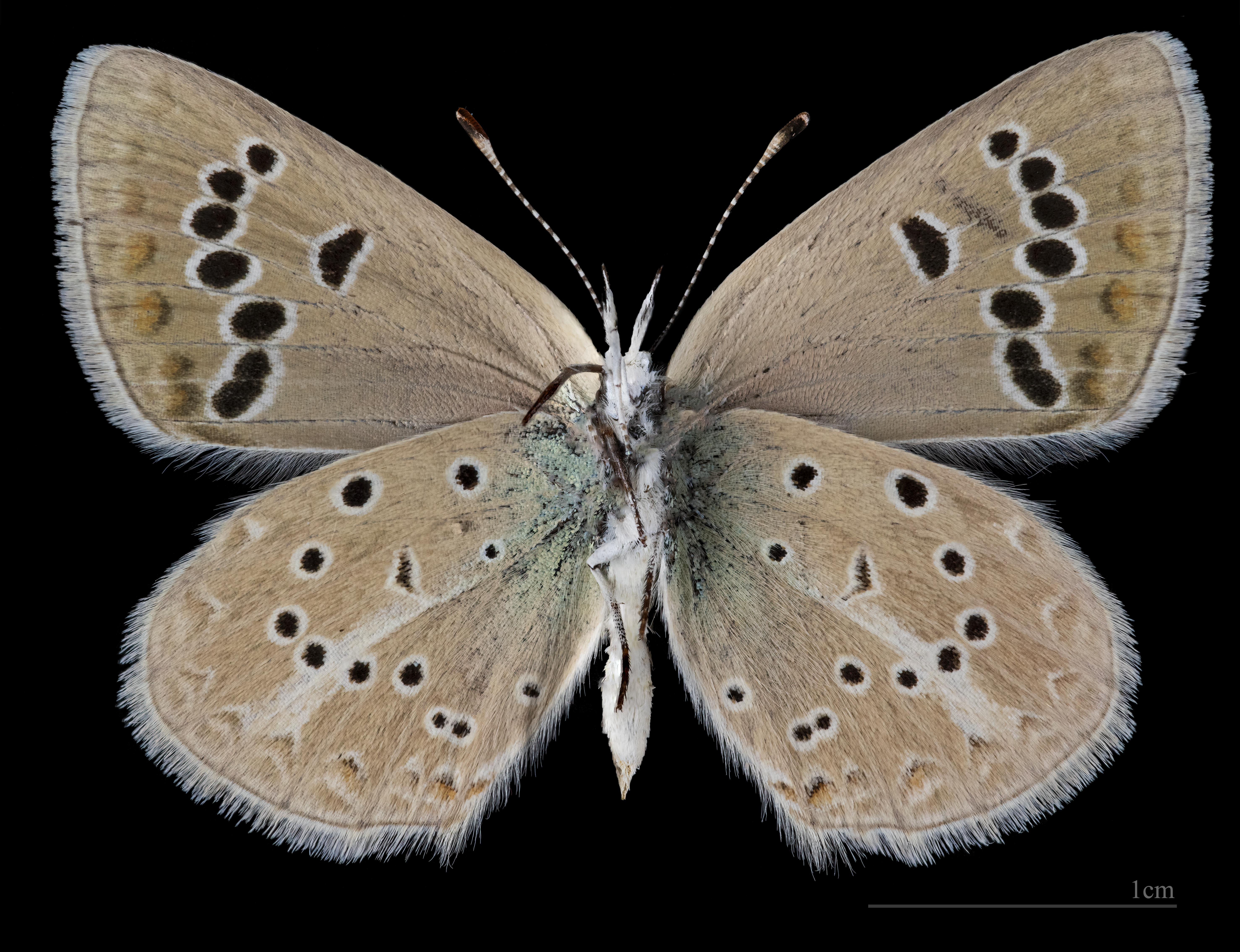
Polyommatus d. damone  ♀ △

Die Raupen sind grün gefärbt und wie viele andere Bläulingslarven asselförmig. Die Puppen sind olivgrün und werden in der Streuschicht gefunden.

### Ähnliche Arten
- Polyommatus ripartii (Syn.: P. agenjoi; Nordostspanien (Girona, Barcelona, Lleida)[3]
- Polyommatus fabressei Nord- und Ostspanien[3]
- Polyommatus galloi Süditalien, Kalabrien, Orsomarso-Gebirge)[3]
- Polyommatus ripartii Nord- und Ostspanien, Frankreich, Nordwestitalien, Südpolen, Mazedonien, Bulgarien, Griechenland[3]

### Synonyme
- Agrodiaetus damon[4]
- Lycaena damon[5]

## Verbreitung
Polyommatus damon ist in den Bergen Südeuropas verbreitet: Im Norden und im Osten Spaniens findet man ihn in den Provinzen Cuenca, Teruel, Palencia, Kantabrien, Burgos, Huesca, Lleida, Girona und Barcelona. In Frankreich ist die Art in den mittleren Pyrenäen, in den Cevennen, in Hochsavoyen und im Jura vertreten. Ferner kommt die Art auch in der Schweiz, in Süddeutschland, Österreich, in Tschechien und der Slowakei sowie in Ungarn, im Süden Polens und in Estland vor. Im Mittelmeerraum ist er im Süden Kroatiens, in Bosnien-Herzegowina, im Südwesten Serbiens und in Mazedonien vertreten. Im Nordwesten Griechenlands findet man Populationen vom Grammos-  bis zum Tymfristosgebirge.

### Flug- und Raupenzeiten
Der Falter fliegt in einer Generation von Juli bis August. Die Raupen können im September und nach der Überwinterung im Juni des darauffolgenden Jahres angetroffen werden.

## Lebensweise
Die Raupenfutterpflanzen sind Esparsetten. Die weißlichen und an der Oberfläche stark zerklüfteten Eier werden in die Tragblatt-Achseln der Esparsetten-Blütenstände gelegt. Die Raupen fressen das Gewebe zwischen den Blattadern, so dass ein charakteristisches Fraßbild entsteht. Weidemann gibt an, dass die Raupen am späten Nachmittag in die Blüten hochsteigen, um an diesen zu fressen. In Abhängigkeit von den klimatischen Bedingungen überwintert entweder das Ei oder die Raupe. Die Raupen überwintern in Mitteleuropa in Bodennähe im ersten Stadium, in Mittelgriechenland (Tymfristos, 2.000 Meter) sind es die des zweiten Raupenstadiums. Die Tiere leben symbiotisch mit verschiedenen Ameisenarten wie Lasius niger, Lasius alienus und Formica pratensis zusammen.

## Gefährdung und Schutz
Vor allem intensive Nutzungsmaßnahmen wie beispielsweise die Beweidung des Larvalhabitats während der Raupenentwicklung führen zu einer erheblichen Gefährdung der Populationen von Polyommatus damon, da hierbei der Esparsettenbestand durch Überweidung bedroht ist. Als wichtigste Schutzmaßnahme ist daher die Erhaltung der Esparsettenbestände anzusehen.
Rote Liste BRD: 1 (vom Aussterben bedroht)